# Anatolij Czurajew
Anatolij Stiepanowicz Czurajew, ros. Анатолий Степанович Чураев (ur. 1890, zm. ?) – radziecki naukowiec i wykładowca akademicki z zakresu elektrotechniki, kolaborant podczas II wojny światowej.
Ukończył leningradzką politechnikę jako inżynier elektryk. W latach 1929–1941 jako dziekan stał na czele katedry górsko-elektromechanicznej Instytutu Górskiego w Leningradzie. Uzyskał stopień profesora. Po ataku wojsk niemieckich na ZSRR 22 czerwca 1941 r., został ewakuowany do Piatigorska. Kiedy Niemcy wkroczyli na Północny Kaukaz w sierpniu 1942 r., podjął z nimi kolaborację. W 1943 r. wraz z grupą sowieckich naukowców odbył podróż propagandową po Niemczech. Dalsze jego losy są nieznane.